# 哈希表
散列表（英語：Hash table）是根据键而直接访问在記憶體儲存位置的数据结构。也就是说，它通过计算出一个键值的函数，将所需查询的数据映射到表中一个位置来讓人访问，这加快了查找速度。这个映射函数称做散列函数，存放记录的数组称做散列表。
一个通俗的例子是，为了查找电话簿中某人的号码，可以创建一个按照人名首字母顺序排列的表（即建立人名{\displaystyle x}到首字母{\displaystyle F(x)}的一个函数关系），在首字母为W的表中查找“王”姓的电话号码，显然比直接查找就要快得多。这里使用人名作为关键字，“取首字母”是这个例子中散列函数的函数法则{\displaystyle F()}，存放首字母的表对应散列表。关键字和函数法则理论上可以任意确定。

## 基本概念
- 若关键字为{\displaystyle k}，则其值存放在{\displaystyle f(k)}的存储位置上。由此，不需比较便可直接取得所查记录。称这个对应关系{\displaystyle f}为散列函数，按这个思想建立的表为散列表。
- 对不同的关键字可能得到同一散列地址，即{\displaystyle k_{1}\neq k_{2}}，而{\displaystyle f(k_{1})=f(k_{2})}，这种现象称为冲突（英語：Collision）。具有相同函数值的关键字对该散列函数来说称做同义词。综上所述，根据散列函数{\displaystyle f(k)}和处理冲突的方法将一组关键字映射到一个有限的连续的地址集（区间）上，并以关键字在地址集中的“像”作为记录在表中的存储位置，这种表便称为散列表，这一映射过程称为散列造表或散列，所得的存储位置称散列地址。
- 若对于关键字集合中的任一个关键字，经散列函数映象到地址集合中任何一个地址的概率是相等的，则称此类散列函数为均匀散列函数（Uniform Hash function），这就使关键字经过散列函数得到一个“随机的地址”，从而减少冲突。

## 构造散列函数
散列函数能使对一个数据序列的访问过程更加迅速有效，通过散列函数，数据元素将被更快定位。
1. 直接定址法：取关键字或关键字的某个线性函数值为散列地址。即{\displaystyle hash(k)=k}或{\displaystyle hash(k)=a\cdot k+b}，其中{\displaystyle a\,b}为常数（这种散列函数叫做自身函数）
2. 数字分析法：假设关键字是以r为基的数，并且哈希表中可能出现的关键字都是事先知道的，则可取关键字的若干数位组成哈希地址。
3. 平方取中法：取关键字平方后的中间几位为哈希地址。通常在选定哈希函数时不一定能知道关键字的全部情况，取其中的哪几位也不一定合适，而一个数平方后的中间几位数和数的每一位都相关，由此使随机分布的关键字得到的哈希地址也是随机的。取的位数由表长决定。
4. 折叠法：将关键字分割成位数相同的几部分（最后一部分的位数可以不同），然后取这几部分的叠加和（舍去进位）作为哈希地址。
5. 随机数法
6. 除留余数法：取关键字被某个不大于散列表表长m的数p除后所得的余数为散列地址。即{\displaystyle hash(k)=k\,{\bmod {\,}}p}, {\displaystyle p\leq m}。不仅可以对关键字直接取模，也可在折叠法、平方取中法等运算之后取模。对p的选择很重要，一般取素数或m，若p选择不好，容易产生冲突。

## 处理冲突
为了知道冲突产生的相同散列函数地址所对应的关键字，必须选用另外的散列函数，或者对冲突结果进行处理。而不发生冲突的可能性是非常之小的，所以通常对冲突进行处理。常用方法有以下几种：
- 开放定址法（open addressing）：{\displaystyle hash_{i}=(hash(key)+d_{i})\,{\bmod {\,}}m}, {\displaystyle i=1,2...k\,(k\leq m-1)}，其中{\displaystyle hash(key)}为散列函数，{\displaystyle m}为散列表长，{\displaystyle d_{i}}为增量序列，{\displaystyle i}为已发生冲突的次数。增量序列可有下列取法：

{\displaystyle d_{i}=1,2,3...(m-1)}称为线性探测（Linear Probing）；即{\displaystyle d_{i}=i}，或者为其他线性函数。相当于逐个探测存放地址的表，直到查找到一个空单元，把散列地址存放在该空单元。
{\displaystyle d_{i}=\pm 1^{2},\pm 2^{2},\pm 3^{2}...\pm k^{2}} {\displaystyle (k\leq m/2)}称为 平方探测(Quadratic Probing)。相对线性探测，相当于发生冲突时探测间隔{\displaystyle d_{i}=i^{2}}个单元的位置是否为空，如果为空，将地址存放进去。
{\displaystyle d_{i}=}伪随机数序列，称为 伪随机探测。
显示线性探测填装一个散列表的过程：
关键字为{89,18,49,58,69}插入到一个散列表中的情况。此时线性探测的方法是取{\displaystyle d_{i}=i}。并假定取关键字除以10的余数为散列函数法则。
| 散列地址 | 空表 | 插入89 | 插入18 | 插入49 | 插入58 | 插入69 |
| -------- | ---- | ------ | ------ | ------ | ------ | ------ |
| 0        |      |        |        | 49     | 49     | 49     |
| 1        |      |        |        |        | 58     | 58     |
| 2        |      |        |        |        |        | 69     |
| 3        |      |        |        |        |        |        |
| 4        |      |        |        |        |        |        |
| 5        |      |        |        |        |        |        |
| 6        |      |        |        |        |        |        |
| 7        |      |        |        |        |        |        |
| 8        |      |        | 18     | 18     | 18     | 18     |
| 9        |      | 89     | 89     | 89     | 89     | 89     |

第一次冲突发生在填装49的时候。地址为9的单元已经填装了89这个关键字，所以取{\displaystyle i=1}，往下查找一个单位，发现为空，所以将49填装在地址为0的空单元。第二次冲突则发生在58上，取{\displaystyle i=3}，往下查找3个单位，将58填装在地址为1的空单元。69同理。
表的大小选取至关重要，此处选取10作为大小，发生冲突的几率就比选择质数11作为大小的可能性大。越是质数，mod取余就越可能均匀分布在表的各处。
聚集（Cluster，也翻译做“堆积”）的意思是，在函数地址的表中，散列函数的结果不均匀地占据表的单元，形成区块，造成线性探测产生一次聚集（primary clustering）和平方探测的二次聚集（secondary clustering），散列到区块中的任何关键字需要查找多次试选单元才能插入表中，解决冲突，造成时间浪费。对于开放定址法，聚集会造成性能的灾难性损失，是必须避免的。
- 单独链表法：将散列到同一个存储位置的所有元素保存在一个链表中。实现时，一种策略是散列表同一位置的所有冲突结果都是用栈存放的，新元素被插入到表的前端还是后端完全取决于怎样方便。
- 双散列。
- 再散列：{\displaystyle hash_{i}=hash_{i}(key)}, {\displaystyle i=1,2...k}。{\displaystyle hash_{i}}是一些散列函数。即在上次散列计算发生冲突时，利用该次冲突的散列函数地址产生新的散列函数地址，直到冲突不再发生。这种方法不易产生“聚集”（Cluster），但增加了计算时间。
- 建立一个公共溢出区。

## 例程
在C语言中，实现以上过程的简要程序：
- 开放定址法：

```
// HashTable

InitializeTable
(
int
 
TableSize
)
 
{

    
HashTable
 
H
;

    
int
 
i
;

    
// 為散列表分配空間

    
// 有些编譯器不支持為struct HashTable 分配空間，聲稱這是一個不完全的結構，

    
// 可使用一个指向HashTable的指針為之分配空間。

    
// 如：sizeof(Probe)，Probe作为HashTable在typedef定義的指針。

    
H
 
=
 
malloc
(
sizeof
(
struct
 
HashTable
));

    
// 散列表大小为一个質数

    
H
->
TableSize
 
=
 
Prime
;

    
// 分配表所有地址的空間

    
H
->
Cells
 
=
 
malloc
(
sizeof
(
Cell
)
 
*
 
H
->
TableSize
);

    
// 地址初始為空

    
for
 
(
i
 
=
 
0
;
 
i
 
<
 
H
->
TableSize
;
 
i
++
)

        
H
->
Cells
[
i
].
info
 
=
 
Empty
;

    
return
 
H
;

}

```

查找空单元并插入：
```
// Position

Find
(
ElementType
 
Key
,
 
HashTable
 
H
)
 
{

    
Position
 
Current
;

    
int
 
CollisionNum
;

    
// 冲突次数初始为0

    
// 通過表的大小對關鍵字進行處理

    
CollisionNum
 
=
 
0
;

    
Current
 
=
 
Hash
(
 
Key
,
 
H
->
TableSize
 
);

    
// 不為空時進行查詢

    
while
 
(
H
->
Cells
[
Current
].
info
 
!=
 
Empty
 
&&

            
H
->
Cells
[
Current
].
Element
 
!=
 
Key
)
 
{

        
Current
 
=
 
++
CollosionNum
 
*
 
++
CollisionNum
;

        
// 向下查找超過表範圍時回到表的開頭

        
if
 
(
Current
 
>=
 
H
->
TableSize
)

            
Current
 
-=
 
H
->
TableSize
;

    
}

    
return
 
Current
;

}

```

- 分離連接法

## 查找效率
散列表的查找过程基本上和造表过程相同。一些关键码可通过散列函数转换的地址直接找到，另一些关键码在散列函数得到的地址上产生了冲突，需要按处理冲突的方法进行查找。在介绍的三种处理冲突的方法中，产生冲突后的查找仍然是给定值与关键码进行比较的过程。所以，对散列表查找效率的量度，依然用平均查找长度来衡量。
查找过程中，关键码的比较次数，取决于产生冲突的多少，产生的冲突少，查找效率就高，产生的冲突多，查找效率就低。因此，影响产生冲突多少的因素，也就是影响查找效率的因素。影响产生冲突多少有以下三个因素：
1. 散列函数是否均匀；
2. 处理冲突的方法；
3. 散列表的载荷因子（英語：load factor）。

### 载荷因子
散列表的载荷因子定义为：{\displaystyle \alpha } = 填入表中的元素个数 / 散列表的长度
{\displaystyle \alpha }是散列表装满程度的标志因子。由于表长是定值，{\displaystyle \alpha }与“填入表中的元素个数”成正比，所以，{\displaystyle \alpha }越大，表明填入表中的元素越多，产生冲突的可能性就越大；反之，{\displaystyle \alpha }越小，标明填入表中的元素越少，产生冲突的可能性就越小。实际上，散列表的平均查找长度是载荷因子{\displaystyle \alpha }的函数，只是不同处理冲突的方法有不同的函数。
对于开放定址法，荷载因子是特别重要因素，应严格限制在0.7-0.8以下。超过0.8，查表时的CPU缓存不命中（cache missing）按照指数曲线上升。因此，一些采用开放定址法的hash库，如Java的系统库限制了荷载因子为0.75，超过此值将resize散列表。

## 举例：Linux内核的bcache
Linux操作系统在物理文件系统与块设备驱动程序之间引入了“缓冲区缓存”（Buffer
Cache，简称bcache）。当读写磁盘文件的数据，实际上都是对bcache操作，这大大提高了读写数据的速度。如果要读写的磁盘数据不在bcache中，即缓存不命中（miss），则把相应数据从磁盘加载到bcache中。一个缓存数据大小是与文件系统上一个逻辑块的大小相对应的（例如1KiB字节），在bcache中每个缓存数据块用struct buffer_head记载其元信息：
```
struct
 
buffer_head
 
{

    
char
 
*
b_data
;
               
// 指向缓存的数据块的指针

    
unsigned
 
long
 
b_blocknr
;
    
// 逻辑块号

    
unsigned
 
short
 
b_dev
;
       
// 设备号

    
unsigned
 
char
 
b_uptodate
;
   
// 缓存中的数据是否是最新的

    
unsigned
 
char
 
b_dirt
;
       
// 缓存中数据是否为脏数据

    
unsigned
 
char
 
b_count
;
      
// 这个缓存块被引用的次数

    
unsigned
 
char
 
b_lock
;
       
// b_lock表示这个缓存块是否被加锁

    
struct
 
task_struct
 
*
b_wait
;
 
// 等待在这个缓存块上的进程

    
struct
 
buffer_head
 
*
b_prev
;
 
// 指向缓存中相同hash值的下一个缓存块

    
struct
 
buffer_head
 
*
b_next
;
 
// 指向缓存中相同hash值的上一个缓存块

    
struct
 
buffer_head
 
*
b_prev_free
;
 
// 缓存块空闲链表中指向下一个缓存块

    
struct
 
buffer_head
 
*
b_next_free
;
 
// 缓存块空闲链表中指向上一个缓存块

};

```

整个bcache以struct buffer_head为基本数据单元，组织为一个封闭定址（close addressing，即“单独链表法”解决冲突）的散列表struct buffer_head * hash_table[NR_HASH];  散列函数的输入关键字是b_blocknr（逻辑块号）与b_dev（设备号）。计算hash值的散列函数表达式为：
(b_dev ^ b_blocknr) % NR_HASH
其中NR_HASH是散列表的条目总数。发生“ 冲突”的struct buffer_head，以b_prev与b_next指针组成一个双向（不循环）链表。bcache中所有的struct buffer_head，包括使用中不空闲与未使用空闲的struct buffer_head，以b_prev_free和b_next_free指针组成一个双向循环链表free_list，其中未使用空闲的struct buffer_head放在该链表的前部。